# Пазарджишка малка синагога
Пазарджишката малка синагога е недействащ религиозен храм в Пазарджик, паметник на културата. Част е от общ комплекс с Пазарджишката голяма синагога и еврейско училище.
Синагогите са резултат от създадената в края на XVI век еврейска община от сефаради, преселници от Пиренейския полуостров.
Построена е през втората четвърт на XIX век. Тя е най-старата цялостно запазена синагога в България. Размерите ѝ са 13 X 7 m, едноетажна. Разположена е с малко отклонение в посока север-юг. Северозападната входна фасада е с триактов портик с двойно огънати кобилични криви и стройни колони. Молитвената зала се осветява от широки и високи прозорци с профилирани рамки. През годините, в резултат на множество преобразувания, интериорът е загубил автентичността си. В периода 1944– 1966 г. в синагогата се помещава администрацията на музея в Пазарджик.